# 观上镇
观上镇，是中华人民共和国江西省宜春市樟树市下辖的一个乡镇级行政单位。

## 行政区划
观上镇下辖以下地区：
观上社区、览上村、邓坊村、郭峰村、北堡村、巷里村、定安村、上埠村、下聂村、夫田村、陈家村、横里村、曹溪村和棱头村。